# (10561) Shimizumasahiro
(10561) Shimizumasahiro (1993 TE2) – planetoida z pasa głównego asteroid okrążająca Słońce w ciągu 4,58 lat w średniej odległości 2,76 j.a. Odkryta 15 października 1993 roku.